# Rajšele
Rajšele so naselje v Občini Kostel.